# 法里利亚诺
法里利亚诺（義大利語：Farigliano），是意大利库内奥省的一个市镇。总面积16平方公里，人口1754人，人口密度109.6人/平方公里（2009年）。ISTAT代码为004086。

## 友好城市
- 義大利皮亚内泽 1998年